# Mur Lafferty
Pour les articles homonymes, voir Lafferty.
Œuvres principales
- Six Wakes
- Solo: A Star Wars Story

Mur Lafferty, née le 25 juillet 1973 à Durham en Caroline du Nord, est une romancière et nouvelliste américaine de science-fiction et de fantasy.

## Œuvres

### SérieThe Shambling Guides
1. (en) The Shambling Guide to New York City, 2013
2. (en) Ghost Train to New Orleans, 2014

### SérieThe Midsolar Murders
1. (en) Station Eternity, 2022
2. (en) Chaos Terminal, 2023
3. (en) Infinite Archive, 2025

### UniversStar Wars

#### Novélisation de film
- Solo: A Star Wars Story, Fleuve, 2019 ((en) Solo: A Star Wars Story, 2018)  (ISBN 978-2-265-14406-4)Réédition, Pocket, coll. « Star Wars » no 174, 20209 (ISBN 978-2-266-30733-8)

### UniversMinecraft
- Les Carnets perdus, Castelmore, 2019 ((en) The Lost Journals, 2019)

### Romans indépendants
- (en) Playing for Keeps, 2007
- (en) Six Wakes, 2017

### Recueils de nouvelles
- (en) The Afterlife Series, 2014